# Лоу, Джон Филлип
Джон Филлип Лоу (англ. John Phillip Law) (7 сентября 1937 — 13 мая 2008) — американский киноактёр, который исполнил более ста ролей в кино.

## Биография
Родился 7 сентября 1937 года в Лос-Анджелесе (штат Калифорния, США) в семье актрисы Филлис Салли и брата актёра Томаса Августа Лоу (также известного как Том Лоу). 
Первую роль исполнил в 13 лет в фильме «The Magnificent Yankee» (1950).
Окончил Lincoln Center Repertory Theater (мастерская Элиа Казана) в 1958 году. Изучал драматическое искусство в Гавайском университете.
Получил известность в США после исполнения роли Алексея Колчина в комедии Нормана Джуисона «Русские идут! Русские идут!» (1966, номинация на Премию «Золотой глобус», 1967, номинация на «Золотой Лорел», 1967), Робин Стоун в мелодраме «Машина любви» и Синдбад в «Золотом путешествии Синдбада» (оба — 1974)
С конца 1960-х годов активно снимался в Италии и Франции. Среди лучших ролей — Дьяболик в одноимённом триллере режиссёра Марио Бава, Пигар в фантастическом комиксе Роже Вадима «Барбарелла» (1968), Михаил Строгов в остросюжетной ленте «Михаил Строгов, курьер царя» (1970), Алекс в детективе Марчелло Алипранди «Шёпот в ночи» (1976), майор Старк в боевике «Перевал Кассандры» (1976).
В дальнейшем продолжал сниматься в США и Италии, преимущественно на телевидении.
В 2001 году он появился в режиссерском дебюте Романа Копполы «CQ» — оммаже итальянским шпионским  фильмам, в которых Лоу снимался в 60-х годах.
Был женат на актрисе Шон Райан, с которой позже развёлся. В браке родилась дочь. 
В декабре 2007 года врачи диагностировали у Лоу рак поджелудочной железы. Умер 13 мая 2008 года у себя дома в Лос-Анджелесе, Калифорния, США.